# Jerry Tarkanian
Jerry Tarkanian (Euclid, Ohio, 8 de agosto de 1930-Las Vegas, Nevada, 11 de febrero de 2015) fue un entrenador de baloncesto estadounidense. Fue entrenador de la NCAA durante cerca de 40 años y tuvo una breve experiencia como entrenador en la NBA, con San Antonio Spurs.

## Trayectoria
- Universidad Estatal de California, Long Beach (1968-1973)
- Universidad de Nevada en Las Vegas (1973-1992)
- San Antonio Spurs (1992)
- Universidad Estatal de California, Fresno (1995-2002)